# HC Zalău
HC Zalău este o echipă de handbal feminin din Zalău, România, care joacă în Liga Națională de Handbal Feminin.
Pe plan intern HC Zalău a câștigat 3 titluri de campioană (2001,2004,2005) și Cupa României o dată, în 2003.
Pe plan european HC Zalău a câștigat în sezonul 1995-1996 Cupa Challenge EHF (atunci Cupa orașelor) și în același sezon participând la Trofeul Campionilor EHF a obținut locul 3. În sezonul 2011-2012 în Cupa EHF HC Zalău a jucat a doua finală din istorie, pierdută împotriva echipei din Rusia, Lada Togliatti.

## Istoric[1]
În vara anului 1978 trioul Gheorghe Tadici – Ioan Bal Crișan – Simion Taloș, cu Tadici in prim plan, înființează în orașul de la poalele Meseșului o echipă feminină de handbal numită Didactica Zalău. 
În 1979 Didactica Zalău ajunge să promoveze în Divizia B, evoluând astfel pentru prima dată într-o competiție oficială la nivel de senioare. În anul 1980, Didactica se transformă în Textila Zalău, Întreprinderea de textile fiind dispusă să investească în echipa de handbal. 
După patru ani, în 1984 Textila Zalău a reușit să promoveze pe prima scenă a handbalului românesc. Doi ani mai târziu echipa avea să retrogadeze în Divizia B în sezonul 1985-1986 iar un an mai târziu să promoveze din nou în primul eșalon după un sezon perfect. De atunci echipa de handbal din Zalău evoluează în Liga Națională de Handbal Feminin (Diviza A) din România.
După două medalii de bronz în sezoanele 1989 – 1990 și 1990 – 1991, Textila Zalău avea să-și schimbe în anul 1992 denumirea în Silcotex Zalău. Sub această denumire, a devenit vicecampioană în sezonul 1993 – 1994, iar în același an (1994) avea să-și schimbe pentru a treia oară denumirea, devenind Silcotub Zalău.
Devenită din nou vicecampioană națională la finalul sezonului 1995 – 1996, Silcotub Zalău avea să câștige la finalul aceluiași sezon și Cupa Challenge EHF sau Cupa Orașelor, trofeu câștigat în premieră de o echipă românească. Tot în 1996 a terminat pe locul trei în Trofeul Campionilor EHF. Timp de 14 ani consecutivi din 1994 până în 2007 HC Zalău a participat în cupele europene, Liga Campionilor EHF, Trofeul Campionilor EHF, Cupa Cupelor EHF, Cupa EHF și Cupa Challenge EHF. 
După cel de-al treilea titlu din istorie (2005) echipa își schimbă denumirea în HC Zalău, obținând titlul de vicecampioană națională la finalul sezonului 2005-2006. La finalul aceluiași sezon, Gheorghe Tadici avea să plece la campioana Oltchim Râmnicu Vâlcea. Despărțirea de handbalul zălăuan avea să fie aproape fatală la finalul sezonului 2006 – 2007, când HC Zalău, sub comanda lui Ioan Gherhardt, a ajuns la turneul de baraj pentru menținerea în Liga Națională. 
Revenit la HC Zalău, după doi ani de absență, Gheorghe Tadici a reînceput din nou reconstrucția echipei, declarând că ar putea fi chiar ultima în cariera sa de antrenor.

## Arenă
- Nume: Sala Sporturilor „Gheorghe Tadici”[2]
- Oraș: Zalău, România
- Capacitate: 950 spectatori
- Adresă: Mihai Viteazul nr. 77, Zalău
- Localizare: Google Maps

## Jucătoare

### Sezonul 2020—2021
Conform paginii oficiale a clubului:
| Portari - 01 Ioana Niță - 12 Sara Rus - 16 Andreea Nastasă Extreme stânga - 03 Alexia Niță - 08 Roberta Stamin Extreme dreapta - 04 Alexia Gherghe Pivoți - 06 Ioana Danilescu - 10 Mouna Jlezi - 14 Florentina Moisin - 23 Andriana Naumenko | Interi stânga - 05 Emilija Lazić - 11 Cristina Andrița Coordonatori - 18 Bianca Vintilă - 19 Denisa Vâlcan - 20 Ioana Bălăceanu Interi deapta - 09 Andreea Mărginean - 15 Aya Ben Abdallah |

## Staff tehnic
Conform paginii oficiale a clubului:
| Nume            | Naționalitate | Ocupație           |
| --------------- | ------------- | ------------------ |
| Gheorghe Tadici | România       | Antrenor principal |
| Goran Kurteš    | Serbia        | Antrenor secund    |

## Staff medical
Conform paginii oficiale a clubului:
| Nume            | Naționalitate | Ocupație         |
| --------------- | ------------- | ---------------- |
| Ileana Romocean | România       | Asistent Medical |
| Daniela Morari  | România       | Fizioterapeut    |

## Conducere administrativă
Conform paginii oficiale a clubului:
| Nume            | Naționalitate | Ocupație               |
| --------------- | ------------- | ---------------------- |
| Adrian Sturz    | România       | Președinte             |
| Mirel Chiș      | România       | Vicepreședinte         |
| Gheorghe Sana   | România       | Organizator competiții |
| Gheorghe Tadici | România       | Manager                |

## Palmares
| - Liga Campionilor EHF: - Faza grupelor: Locul 3: 2001-02 - Turul 2 preliminar: 2004-05, 2005-06 - Trofeul Campionilor EHF: - Medalie de bronz (1): 1995-96 - Cupa Cupelor EHF: - Semifinale: 1993–94, 1997–98, 2000–01 - Sferturi de finală: 2002-03 - Optimi: 1998-99 - Turul 4 preliminar: 2003-04 - Cupa EHF: - Medalie de argint (1): 2011-12 - Semifinale: 1991-92, 2012-13 - Sferturi de finală: 1990-91, 1994-95, 1999-00, 2004-05 - Turul 3 preliminar: 2005-06, 2006-07, 2010-11, 2013-14 - Cupa Challenge EHF: - Câștigătoare (1): 1995-96 - Semifinale: 1996-97 | - Liga Națională: - Campioană (3): 2001, 2004, 2005 - Medalie de argint (8): 1994, 1996, 1997, 1998, 1999, 2000, 2002, 2006 - Medalie de bronz (5): 1990, 1991, 1995, 2012, 2017 - Cupa României: - Câștigătoare (1): 2003 - Medalie de argint (5): 1993, 1996, 1997, 1998, 2002 - Medalie de bronz (2): 2019, 2021 - Semifinale: 1994, 1995, 1999, 2004, 2006 - Supercupa României: - Medalie de argint (1): 2011 |

## Meciuri europene
Conform Federației Europene de Handbal și Federației Române de Handbal:
| Sezon   | Competiție                     | Fază                    | Club                        | Tur   | Retur            | Total          |                |                |
| ------- | ------------------------------ | ----------------------- | --------------------------- | ----- | ---------------- | -------------- | -------------- | -------------- |
|         |                                |                         |                             |       |                  |                |                |                |
| 1990-91 | Cupa IHF                       | 1/8 de finală           | ATV Basel                   | 22-16 | 23-21            | 45-37          |                |                |
| 1990-91 | Cupa IHF                       | 1/4 de finală           | Frederiksberg IF            | 22-15 | 15-22 d.7m 19-27 | 41-42          |                |                |
|         |                                |                         |                             |       |                  |                |                |                |
| 1991-92 | Cupa IHF                       | 1/8 de finală           | Constructora Estellés       | 19-14 | 21-24            | 40-38          |                |                |
| 1991-92 | Cupa IHF                       | 1/4 de finală           | Viborg HK                   | 23-16 | 19-23            | 41-39          |                |                |
| 1991-92 | Cupa IHF                       | Semifinale              | Tempo Partizánske           | 22-20 | 13-17            | 35-37          |                |                |
|         |                                |                         |                             |       |                  |                |                |                |
| 1993-94 | Cupa Cupelor                   | 1/16 de finală          | HB Rumelange                | 30-17 | 42-7             | 72-24          |                |                |
| 1993-94 | Cupa Cupelor                   | 1/8 de finală           | SC Impex Topolniky          | 24-15 | 19-23            | 43-38          |                |                |
| 1993-94 | Cupa Cupelor                   | 1/4 de finală           | Toten HK                    | 26-13 | 22-14            | 48-27          |                |                |
| 1993-94 | Cupa Cupelor                   | Semifinale              | Spectrum FTC Budapesta      | 18-17 | 13-23            | 31-40          |                |                |
|         |                                |                         |                             |       |                  |                |                |                |
| 1994-95 | Cupa EHF                       | 1/8 de finală           | Automobilist Brovari        | 20-23 | 24-18            | 44-41          |                |                |
| 1994-95 | Cupa EHF                       | 1/4 de finală           | Debreceni VSC               | 14-24 | 19-14            | 33–38          |                |                |
|         |                                |                         |                             |       |                  |                |                |                |
| 1995-96 | Cupa Orașelor Câștigătoare     | 1/16 de finală          | Galiceanka Lviv             | 20-23 | 24-14            | 44-37          |                |                |
| 1995-96 | Cupa Orașelor Câștigătoare     | 1/8 de finală           | EB Start Elbląg             | 23-13 | 16-25            | 39-38          |                |                |
| 1995-96 | Cupa Orașelor Câștigătoare     | 1/4 de finală           | Győri Keks ETO              | 29-17 | 18-21            | 47-38          |                |                |
| 1995-96 | Cupa Orașelor Câștigătoare     | Semifinale              | Kuban Krasnodar             | 24-23 | 25-20            | 49-43          |                |                |
| 1995-96 | Cupa Orașelor Câștigătoare     | Finala                  | Gjerpen IF Skien (a)        | 23-15 | 19-27            | 42-42          |                |                |
|         |                                |                         |                             |       |                  |                |                |                |
| 1995-96 | Trofeul Campionilor Locul trei | Semifinale              | HC Podravka Dolcela         | 22-31 | 22-31            | 22-31          |                |                |
| 1995-96 | Trofeul Campionilor Locul trei | Finala mică             | Debreceni VSC               | 23–14 | 23–14            | 23–14          |                |                |
|         |                                |                         |                             |       |                  |                |                |                |
| 1996-97 | Cupa Orașelor                  | 1/8 de finală           | Tegra Cakovec               | 20-12 | 25-21            | 45-33          |                |                |
| 1996-97 | Cupa Orașelor                  | 1/4 de finală           | Stade Bethunois             | 26-19 | 20-18            | 46-37          |                |                |
| 1996-97 | Cupa Orașelor                  | Semifinale              | Ikast F.S.                  | 24-21 | 23-29            | 47-48          |                |                |
|         |                                |                         |                             |       |                  |                |                |                |
| 1997-98 | Cupa Cupelor                   | 1/16 de finală          | Vasas Dreher Budapesta      | 24-15 | 16-22            | 40-37          |                |                |
| 1997-98 | Cupa Cupelor                   | 1/8 de finală           | Zeeman Vastgoed-SEW         | 33-22 | 33-18            | 66-40          |                |                |
| 1997-98 | Cupa Cupelor                   | 1/4 de finală           | Luci Moscova                | 26-13 | 22-14            | 48-27          |                |                |
| 1997-98 | Cupa Cupelor                   | Semifinale              | Bækkelagets Oslo            | 22-27 | 17-32            | 39-59          |                |                |
|         |                                |                         |                             |       |                  |                |                |                |
| 1998-99 | Cupa Cupelor                   | 1/16 de finală          | R.Ș.V.S.M.-R.U.O.R. Minsk   | 33-24 | 32-23            | 65-47          |                |                |
| 1998-99 | Cupa Cupelor                   | 1/8 de finală           | Ferrobus Mislata Tortajada  | 15-27 | 22-25            | 37-52          |                |                |
|         |                                |                         |                             |       |                  |                |                |                |
| 1999-00 | Cupa EHF                       | 1/16 de finală          | Ítróttarfelag Stjørnan      | 38-19 | 46-19            | 84-38          |                |                |
| 1999-00 | Cupa EHF                       | 1/8 de finală           | Sośnica Gliwice             | 26-26 | 25-23            | 51-49          |                |                |
| 1999-00 | Cupa EHF                       | 1/4 de finală           | Tertnes Idrettslag          | 31-26 | 19-26            | 50-52          |                |                |
|         |                                |                         |                             |       |                  |                |                |                |
| 2000-01 | Cupa Cupelor                   | Turul 3                 | Club Sports Da Madeira      | 37-16 | 33-17            | 70-33          |                |                |
| 2000-01 | Cupa Cupelor                   | Turul 4                 | Rocasa Gran Canaria         | 19-23 | 25-17            | 44-40          |                |                |
| 2000-01 | Cupa Cupelor                   | 1/4 de finală           | Kuban Krasnodar             | 29-21 | 21-24            | 50-43          |                |                |
| 2000-01 | Cupa Cupelor                   | Semifinale              | Motor Zaporoje              | 29-20 | 17-28            | 46-48          |                |                |
|         |                                |                         |                             |       |                  |                |                |                |
| 2001-02 | Liga Campionilor               | Turul 1                 | Zeeman Vastgoed SEW         | 39-25 | 30-31            | 69-56          |                |                |
| 2001-02 | Liga Campionilor               | Turul 2                 | McDonald's Wr.Neustadt      | 34-21 | 30-25            | 64-46          |                |                |
| 2001-02 | Liga Campionilor               | Faza grupelor (Grupa A) | Larvik HK                   | 29-29 | 27-31            | Locul trei     |                |                |
| 2001-02 | Liga Campionilor               | Faza grupelor (Grupa A) | Motor Zaporoje              | 18-25 | 26–24            | Locul trei     |                |                |
| 2001-02 | Liga Campionilor               | Faza grupelor (Grupa A) | ESBF Besançon               | 26-26 | 25-25            | Locul trei     |                |                |
|         |                                |                         |                             |       |                  |                |                |                |
| 2002-03 | Cupa Cupelor                   | Turul 3                 | Juventude Desportiva do Lis | 31-14 | 27-15            | 58-29          |                |                |
| 2002-03 | Cupa Cupelor                   | Turul 4                 | Anadolu                     | 27-15 | 30-22            | 57-37          |                |                |
| 2002-03 | Cupa Cupelor                   | 1/4 de finală           | Győri Graboplast ETO        | 24-22 | 26-29            | 50-51          |                |                |
|         |                                |                         |                             |       |                  |                |                |                |
| 2003-04 | Cupa Cupelor                   | Turul 3                 | Frankfurter HC              | 31-21 | 34-31            | 65-52          |                |                |
| 2003-04 | Cupa Cupelor                   | Turul 4                 | Ferrobus Mislata Tortajada  | 19-33 | 27-18            | 46-51          |                |                |
|         |                                |                         |                             |       |                  |                |                |                |
| 2004-05 | Liga Campionilor               | Turul 1                 | Eglė Vilnius                | 34-21 | 31-22            | 65-43          |                |                |
| 2004-05 | Liga Campionilor               | Turul 2                 | CBM Astroc Sagunto          | 21-28 | 25-28            | 46-56 Cupa EHF | 46-56 Cupa EHF | 46-56 Cupa EHF |
| 2004-05 | Cupa EHF                       | Turul 3                 | CS Madeira                  | 41-23 | 38-24            | 79-47          |                |                |
| 2004-05 | Cupa EHF                       | 1/8 de finală           | Havre HAC (a)               | 27-32 | 28-23            | 55-55          |                |                |
| 2004-05 | Cupa EHF                       | 1/4 de finală           | Győri ETO Kézilabda Club    | 22-35 | 31-30            | 53-65          |                |                |
|         |                                |                         |                             |       |                  |                |                |                |
| 2005-06 | Liga Campionilor               | Turul 1                 | TSV St. Otmar St. Gallen    | 33-21 | 31-21            | 64-42          |                |                |
| 2005-06 | Liga Campionilor               | Turul 2                 | Byåsen Trondheim            | 19-30 | 26-24            | 45-54 Cupa EHF | 45-54 Cupa EHF | 45-54 Cupa EHF |
| 2005-06 | Cupa EHF                       | Turul 3                 | Ankara Havelsan             | 30-29 | 28-30            | 58-59          |                |                |
|         |                                |                         |                             |       |                  |                |                |                |
| 2006-07 | Cupa EHF                       | Turul 2                 | DHC Slavia Praga            | 30-22 | 24-20            | 54-42          |                |                |
| 2006-07 | Cupa EHF                       | Turul 3                 | DVSC Debrecen               | 21-31 | 21-41            | 42-72          |                |                |
|         |                                |                         |                             |       |                  |                |                |                |
| 2010-11 | Cupa EHF                       | Turul 2                 | HB Dudelange                | 43-16 | 42-11            | 85-27          |                |                |
| 2010-11 | Cupa EHF                       | Turul 3                 | RK Zaječar                  | 29-25 | 22-30            | 51-55          |                |                |
|         |                                |                         |                             |       |                  |                |                |                |
| 2011-12 | Cupa EHF Finalistă             | Turul 3                 | Bnei Herzliya               | 33-21 | 30-21            | 63-42          |                |                |
| 2011-12 | Cupa EHF Finalistă             | Optimi de finală        | CSM București               | 27-24 | 28-20            | 55-44          |                |                |
| 2011-12 | Cupa EHF Finalistă             | Sferturi de finală      | HBC Nîmes                   | 27-24 | 29-29            | 56-53          |                |                |
| 2011-12 | Cupa EHF Finalistă             | Semifinale              | CB Mar Alicante             | 30-20 | 24-26            | 54-46          |                |                |
| 2011-12 | Cupa EHF Finalistă             | Finala                  | Lada                        | 24-30 | 20-21            | 44-51          |                |                |
|         |                                |                         |                             |       |                  |                |                |                |
| 2012-13 | Cupa EHF                       | Turul 3                 | Valur (a)                   | 23-24 | 22-21            | 45-45          |                |                |
| 2012-13 | Cupa EHF                       | Optimi de finală        | Juve Lis                    | 25-14 | 28-9             | 53-23          |                |                |
| 2012-13 | Cupa EHF                       | Sferturi de finală      | Grupo Asfi Itxako Navarra   | 31-22 | 39-20            | 70-42          |                |                |
| 2012-13 | Cupa EHF                       | Semifinale              | Metz Handball               | 15-34 | 21-26            | 36-60          |                |                |
|         |                                |                         |                             |       |                  |                |                |                |
| 2013-14 | Cupa EHF                       | Turul 3                 | DHK Baník Most              | 28-21 | 21-28 d.7m 25-33 | 53-54          |                |                |
|         |                                |                         |                             |       |                  |                |                |                |
| 2017-18 | Cupa EHF                       | Turul 2                 | Ankara Yenimahalle BSK      | 26-21 | 34-29            | 60-50          |                |                |
| 2017-18 | Cupa EHF                       | Turul 3                 | Hypo Niederösterreich       | 30-22 | 29-21            | 59-43          |                |                |
| 2017-18 | Cupa EHF                       | Faza grupelor (Grupa D) | Larvik HK                   | 23-28 | 25-22            | Locul doi      |                |                |
| 2017-18 | Cupa EHF                       | Faza grupelor (Grupa D) | H 65 Höörs HK               | 24-21 | 19-30            | Locul doi      |                |                |
| 2017-18 | Cupa EHF                       | Faza grupelor (Grupa D) | DHK Baník Most              | 25-22 | 31-28            | Locul doi      |                |                |
| 2017-18 | Cupa EHF                       | Sferturi de finală      | Kastamonu Belediyesi GSK    | 29-28 | 24-27            | 53-55          |                |                |
|         |                                |                         |                             |       |                  |                |                |                |
| 2018-19 | Cupa EHF                       | Turul 2                 | Borussia Dortmund           | 25-25 | 20-24            | 45-49          |                |                |

## Sezoane recente
- Sezoane în Liga Națională:35
- Sezoane în Divizia A:7

| Sezon   | Divizia | Loc         | Cupă      | Europa           | Europa           |
| ------- | ------- | ----------- | --------- | ---------------- | ---------------- |
| 1979-80 | A       |             |           | Nu s-a calificat | Nu s-a calificat |
| 1980-81 | A       |             |           | Nu s-a calificat | Nu s-a calificat |
| 1981-82 | A       |             |           | Nu s-a calificat | Nu s-a calificat |
| 1982-83 | A       |             |           | Nu s-a calificat | Nu s-a calificat |
| 1983-84 | A       | 1           |           | Nu s-a calificat | Nu s-a calificat |
| 1984-85 | LN      | 9           |           | Nu s-a calificat | Nu s-a calificat |
| 1985-86 | LN      | 11          |           | Nu s-a calificat | Nu s-a calificat |
| 1986-87 | A       |             |           | Nu s-a calificat | Nu s-a calificat |
| 1987-88 | A       | 1           |           | Nu s-a calificat | Nu s-a calificat |
| 1988-89 | LN      | 4           |           | Nu s-a calificat | Nu s-a calificat |
| 1989-90 | LN      | Third place |           | Nu s-a calificat | Nu s-a calificat |
| 1990-91 | LN      | Third place |           | EHF              | Sferturi         |
| 1991-92 | LN      | 6           |           | EHF              | Semifinale       |
| 1992-93 | LN      | 6           | Finalistă | Nu s-a calificat | Nu s-a calificat |

| Sezon   | Divizia | Loc         | Cupă         | Europa   | Europa             |
| ------- | ------- | ----------- | ------------ | -------- | ------------------ |
| 1993-94 | LN      | Runner-up   | 4            | CC       | Semifinale         |
| 1994-95 | LN      | Third place | 4            | EHF      | Sferturi           |
| 1995-96 | LN      | Runner-up   | Finalistă    | CO       | Câștigătoare       |
| 1996-97 | LN      | Runner-up   | Finalistă    | CO       | Semifinale         |
| 1997-98 | LN      | Runner-up   | Finalistă    | CC       | Semifinale         |
| 1998-99 | LN      | Runner-up   | 4            | CC       | Optimi             |
| 1999-00 | LN      | Runner-up   |              | EHF      | Sferturi           |
| 2000-01 | LN      | Champion    |              | CC       | Semifinale         |
| 2001-02 | LN      | Runner-up   | Finalistă    | LC       | Faza grupelor      |
| 2002-03 | LN      | 4           | Câștigătoare | CC       | Sferturi           |
| 2003-04 | LN      | Champion    | Third place  | CC       | Turul 4            |
| 2004-05 | LN      | Champion    |              | LC / EHF | Turul 2 / Sferturi |
| 2005-06 | LN      | Runner-up   | 4            | LC / EHF | Turul 2 / Turul 3  |

| Sezon   | Divizia | Loc         | Cupă        | SCupă     | Europa           | Europa           |
| ------- | ------- | ----------- | ----------- | --------- | ---------------- | ---------------- |
| 2006-07 | LN      | 12          |             |           | EHF              | Turul 3          |
| 2007-08 | LN      | 9           |             |           | Nu s-a calificat | Nu s-a calificat |
| 2008-09 | LN      | 9           |             |           | Nu s-a calificat | Nu s-a calificat |
| 2009-10 | LN      | 4           |             |           | Nu s-a calificat | Nu s-a calificat |
| 2010-11 | LN      | 4           |             | Finalistă | EHF              | Turul 3          |
| 2011-12 | LN      | Third place |             |           | EHF              | Finalistă        |
| 2012-13 | LN      | 4           |             |           | EHF              | Semifinale       |
| 2013-14 | LN      | 6           |             |           | EHF              | Turul 3          |
| 2014-15 | LN      | 7           |             |           | Nu s-a calificat | Nu s-a calificat |
| 2015-16 | LN      | 9           |             |           | Nu s-a calificat | Nu s-a calificat |
| 2016-17 | LN      | Third place |             |           | Nu s-a calificat | Nu s-a calificat |
| 2017-18 | LN      | 5           |             |           | EHF              | Sferturi         |
| 2018-19 | LN      | 7           | Third place |           | EHF              | Turul 2          |
| 2019-20 | LN      | 8           |             |           | Nu s-a calificat | Nu s-a calificat |

| Sezon   | Divizia | Loc | Cupă        | SCupă | Europa           | Europa           |
| ------- | ------- | --- | ----------- | ----- | ---------------- | ---------------- |
| 2020-21 | LN      | 9   | Third place |       | Nu s-a calificat | Nu s-a calificat |
| 2021-22 | LN      | 9   |             |       | Nu s-a calificat | Nu s-a calificat |
| 2022-23 | LN      | 11  |             |       | Nu s-a calificat | Nu s-a calificat |
| 2023-24 | LN      | 12  |             |       | Nu s-a calificat | Nu s-a calificat |

## Marcatoare în competițiile naționale
| Sezon                  | Nume | Goluri |
| ---------------------- | ---- | ------ |
|                        |      |        |
| 2009-10                |      |        |
| Adriana Holhoș         | 200  |        |
|                        |      |        |
| 2010-11                |      |        |
| Alina Czeczi           | 143  |        |
|                        |      |        |
| 2011-12                |      |        |
|                        |      |        |
|                        |      |        |
| 2012-13                |      |        |
| Gabriella Szűcs        | 87   |        |
|                        |      |        |
| 2013-14                |      |        |
| Claudia Constantinescu | 181  |        |
|                        |      |        |
| 2014-15                |      |        |
| Claudia Constantinescu | 192  |        |
|                        |      |        |
| 2015-16                |      |        |
| Claudia Constantinescu | 162  |        |
|                        |      |        |
| 2016-17                |      |        |
| Teodora Bloj           | 94   |        |
|                        |      |        |
| 2017-18                |      |        |
| Roxana Rob             | 131  |        |
|                        |      |        |
| 2018-19                |      |        |
| Roxana Szőlősi         | 106  |        |
|                        |      |        |
| 2019-20                |      |        |
| Dana Abed Kader        | 90   |        |
|                        |      |        |
| 2020-21                |      |        |
| Alexandra Severin      | 148  |        |
|                        |      |        |
| 2021-22                |      |        |
| Andreea Mihart         | 99   |        |

| Ediție                 | Nume | Goluri |
| ---------------------- | ---- | ------ |
|                        |      |        |
| 2012-13                |      |        |
| Roxana Varga           | 10   |        |
|                        |      |        |
| 2013-14                |      |        |
| Claudia Constantinescu | 5    |        |
| Crina Pintea           | 5    |        |
|                        |      |        |
| 2014-15                |      |        |
| Eliza Cicic            | 9    |        |
|                        |      |        |
| 2015-16                |      |        |
| Roxana Rob             | 6    |        |
|                        |      |        |
| 2016-17                |      |        |
| Ana Maria Dragut       | 5    |        |
|                        |      |        |
| 2017-18                |      |        |
| Larisa Tămaș           | 7    |        |
|                        |      |        |
| 2018-19                |      |        |
| Dana Abed Kader        | 28   |        |
|                        |      |        |
| 2019-20                |      |        |
| Larisa Șerban          | 6    |        |
|                        |      |        |
| 2020-21                |      |        |
| Alexandra Dindiligan   | 22   |        |
|                        |      |        |
| 2021-22                |      |        |
| Andreea Bujor          | 10   |        |
|                        |      |        |
| 2022-23                |      |        |
| Andreea Bujor          | 6    |        |
| Roberta Stamin         | 6    |        |
|                        |      |        |
| 2023-24                |      |        |
| Alexia Gherghe         | 10   |        |

| Ediție          | Nume | Goluri |
| --------------- | ---- | ------ |
|                 |      |        |
| 2010-11         |      |        |
| Daniela Băbeanu | 22   |        |

## Jucătoare notabile
| - Paula Teodorescu - Andreea Mihart - Mouna Jlezi - Claudia Constantinescu - Teodora Bloj - Crina Pintea - Georgiana Ciuciulete - Ana Maria Șomoi - Valeria Motogna |  | - Gabriella Szűcs - Alina Czeczi - Mirela Nichita - Daniela Băbeanu - Adriana Holhoș-Stoian - Daniela Crap - Talida Tolnai - Daniela Morari - Tereza Pîslaru |  | - Raluca Iuliana Agrigoroaie - Ramona Farcău - Roxana Han - Alina Țurcaș-Jula - Mihaela Pârâianu - Mihaela Crăcană - Carmen Buceschi - Sanda Criste - Alina Măierean |  | - Simona Spiridon - Steluța Luca - Marinela Pătru - Artemizia-Aurica Sagmar - Olimpia Vereș - Lăcrămioara Fiastru - Lucia Butnărașu - Ana Șuhai - Maria Elena Rădoi |

## Antrenori
| Perioadă    | Antrenor        |
| ----------- | --------------- |
| 1978 - 2006 | Gheorghe Tadici |
| 2006 - 2007 | Ioan Gerhardt   |
| 2007 - 2011 | Sorin Rădulescu |
| 2008 -      | Gheorghe Tadici |